# Colonia montana di Cuglieri

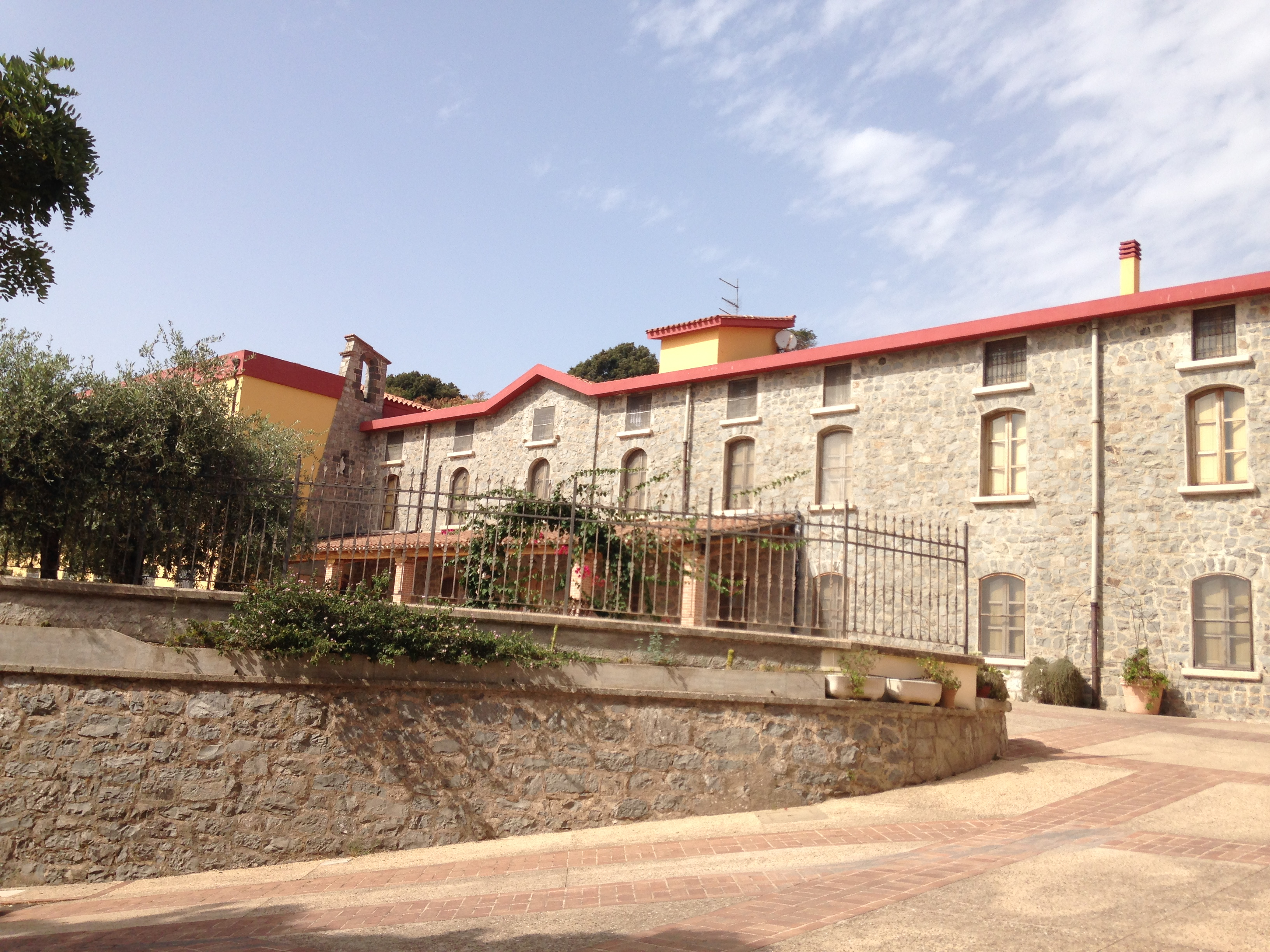
Veduta dell'edificio

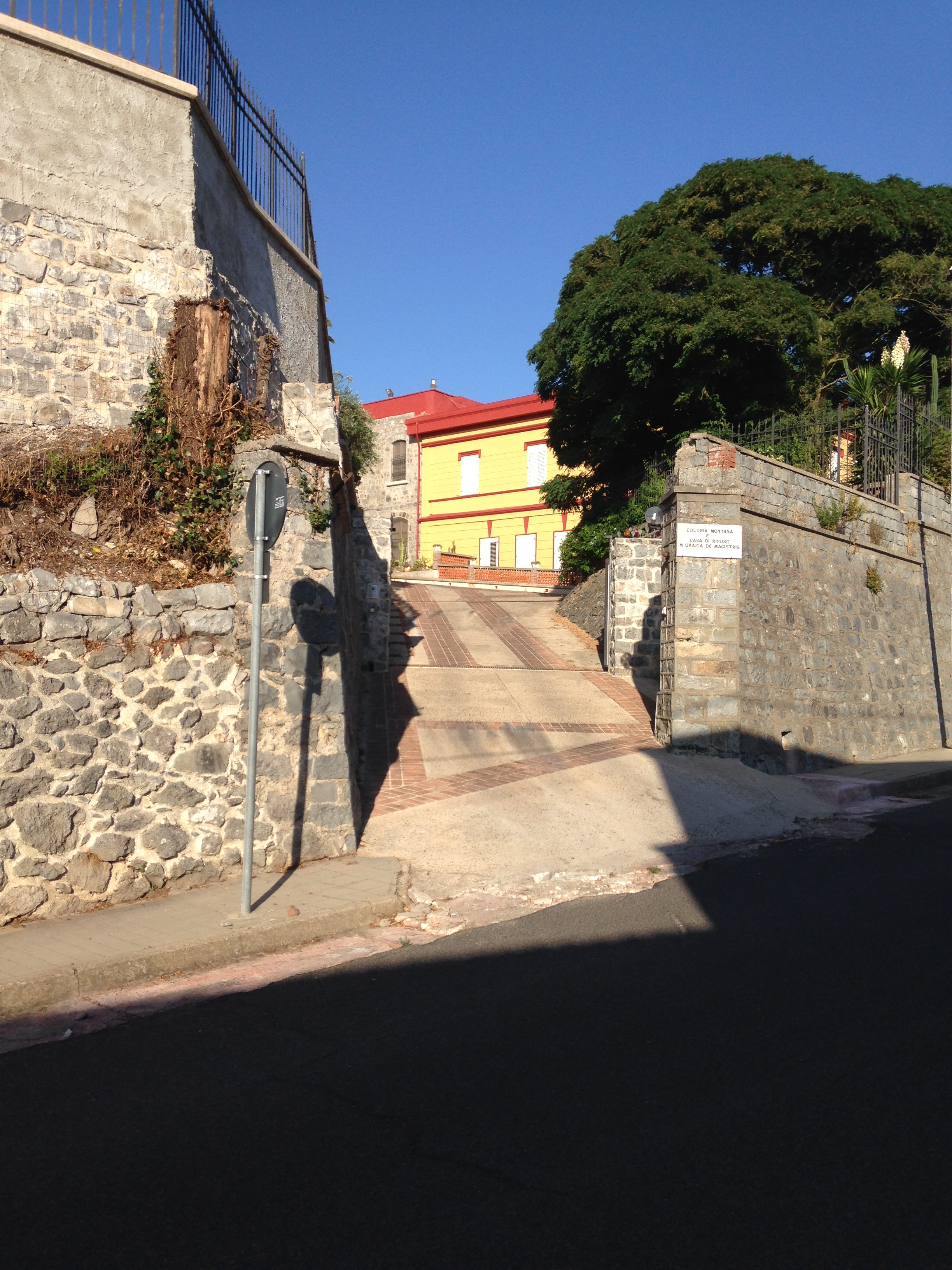
L'ingresso principale dell'edificio

La colonia montana, nota nel secolo scorso come Sanatorio Vittorio Emanuele III è uno storico edificio sito a Cuglieri in via Vittorio Emanuele 63.

## Storia
L'edificio venne aperto nel 1928 sotto il nome di sanatorio Vittorio Emanuele III. Questo edificio era la colonia antimalarica per bimbi malarici e per bimbi che avevano malattie agli occhi. Fu l'unica di questo genere ad essere aperta non solo a Cuglieri ma in tutta la Sardegna. Chiusa nel 1948, è diventata prima una scuola elementare e poi una casa di riposo per anziani gestita dalle suore (la casa di riposo Maria Orazia de Magistris) aperta ancora oggi. Sono presenti la cappella, l'edificio principale dove dormono gli anziani e le suore e due edifici sul retro dove talvolta nei mesi estivi vengono organizzate attività per bambini e ragazzi.